# NGC 1690
NGC 1690 je galaksija u zviježđu Orionu.

## Vanjske poveznice
- SEDS: NGC 1690